# شياو هان
شياو هان (بالصينية: 肖涵) هي متزلجة صينية، ولدت في 7 سبتمبر 1994.

## وصلات خارجية
- شياو هان على موقع ShortTrackOnLine.info (الإنجليزية)